# Левкадендрон
Левкадендрон (лат. Leucadendron) — род растений семейства Протейные. Классифицирован Р. Броуном в 1810 году.

## Ареал
Ареал всех видов левкадендрона — Капское флористическое царство, где преобладает финбош. Некоторые виды произрастают в горах до 2000 м над уровнем моря.

## Описание
Виды левкадендрона — вечнозелёные кустарники или небольшие деревья с пирамидальной или конической кроной. Высота кустарников — 1-2,5 м, деревьев — до 10 м, реже 12-16 м. Листья простые, чаще овальные или ланцетные, коротко заострённые, зелёного цвета, но покрыты мелкими волосками свосковым налётом, придающим иногда серебряный оттенок. Цветы растут в плотных соцветиях.
Растения раздельнополые, мужские и женские экземпляры.

## Виды
Выделяют 85-100 видов. Наиболее известны левкадендроны двухцветный (Leucadendron discolor) и серебристый (Leucadendron argenteum), последний известен как серебряное дерево.
| - Leucadendron album - Leucadendron arcuatum - Leucadendron argenteum - Leucadendron barkerae - Leucadendron bonum - Leucadendron brunioides - Leucadendron burchellii - Leucadendron cadens - Leucadendron chamelaea - Leucadendron cinereum - Leucadendron comosum - Leucadendron concavum - Leucadendron conicum - Leucadendron coniferum - Leucadendron cordatum - Leucadendron coriaceum - Leucadendron corymbosum - Leucadendron cryptocephalum - Leucadendron daphnoides - Leucadendron diemontianum - Leucadendron discolor - Leucadendron dregei - Leucadendron dubium - Leucadendron elimense - Leucadendron ericifolium - Leucadendron eucalyptifolium - Leucadendron flexuosum - Leucadendron floridum | - Leucadendron foedum - Leucadendron galpinii - Leucadendron gandogeri - Leucadendron glaberrimum - Leucadendron globosum - Leucadendron grandiflorum - Leucadendron gydoense - Leucadendron immoderatum - Leucadendron lanigerum - Leucadendron laureolum - Leucadendron laxum - Leucadendron levisanus - Leucadendron linifolium - Leucadendron loeriense - Leucadendron loranthifolium - Leucadendron macowanii - Leucadendron meridianum - Leucadendron meyerianum - Leucadendron microcephalum - Leucadendron modestum - Leucadendron muirii - Leucadendron nervosum - Leucadendron nitidum - Leucadendron nobile - Leucadendron olens - Leucadendron orientale - Leucadendron osbornei - Leucadendron platyspermum - Leucadendron pondoense | - Leucadendron procerum - Leucadendron pubescens - Leucadendron pubibracteolatum - Leucadendron radiatum - Leucadendron remotum - Leucadendron roodii - Leucadendron rourkei - Leucadendron rubrum - Leucadendron salicifolium - Leucadendron salignum - Leucadendron sericeum - Leucadendron sessile - Leucadendron sheilae - Leucadendron singulare - Leucadendron sorocephalodes - Leucadendron spirale - Leucadendron spissifolium - Leucadendron stellare - Leucadendron stelligerum - Leucadendron strobilinum - Leucadendron teretifolium - Leucadendron thymifolium - Leucadendron tinctum - Leucadendron tradouwense - Leucadendron uliginosum - Leucadendron verticillatum - Leucadendron xanthoconus |

## Применение
На территориях со схожим климатом серебряное дерево, реже другие виды, выращивается в открытом грунте как декоративное, также произрастает в оранжереях. Также левкадендрон используется флористами при составлении букетов и иных композиций из цветов.

## Галерея

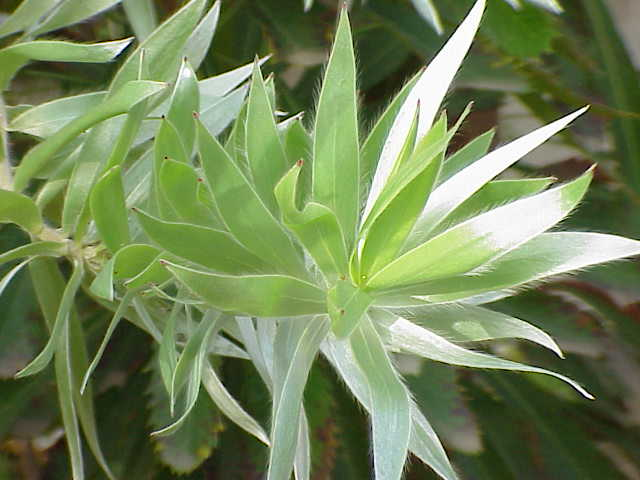
Leucadendron argenteum
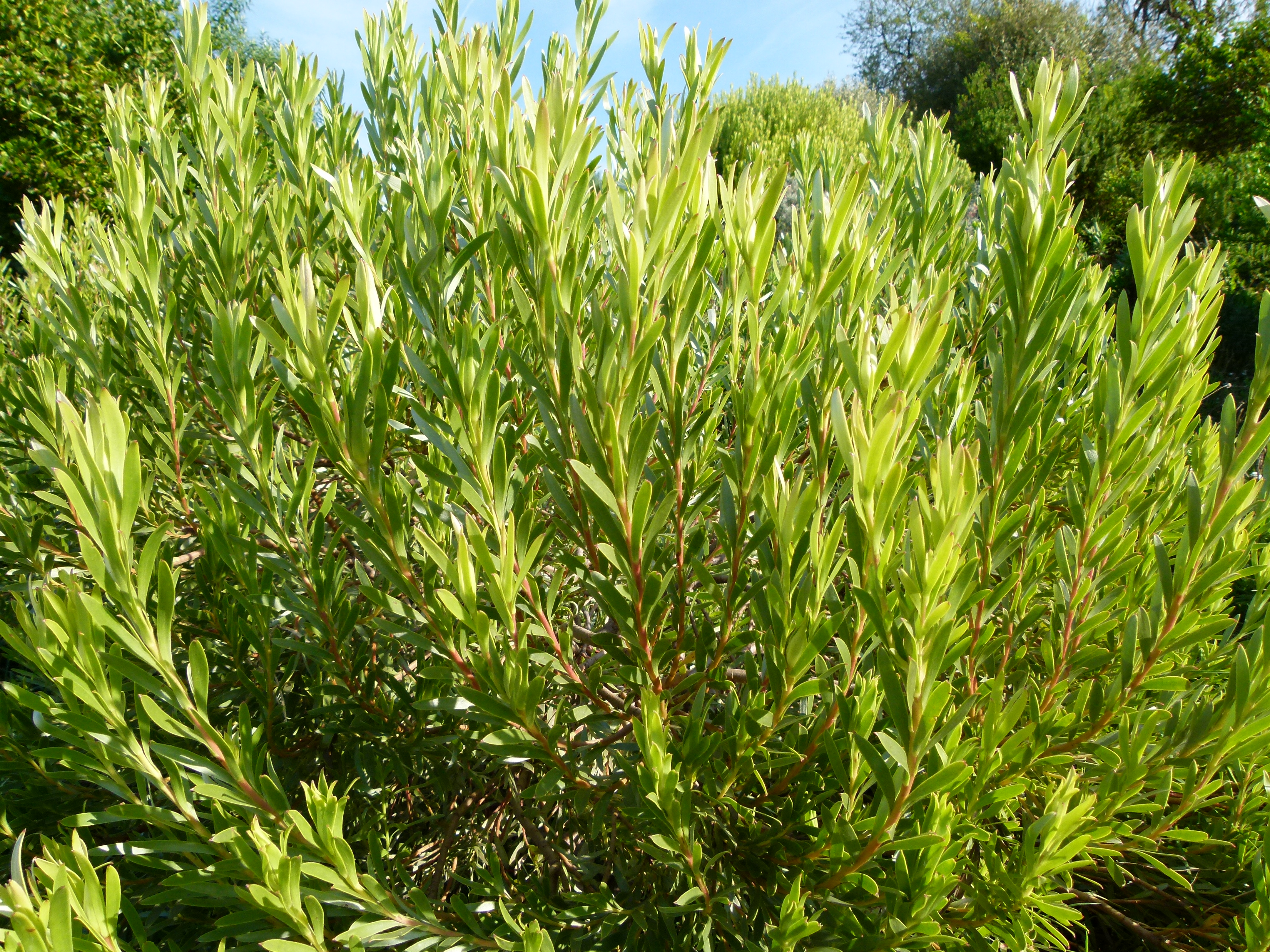
Leucadendron modestum
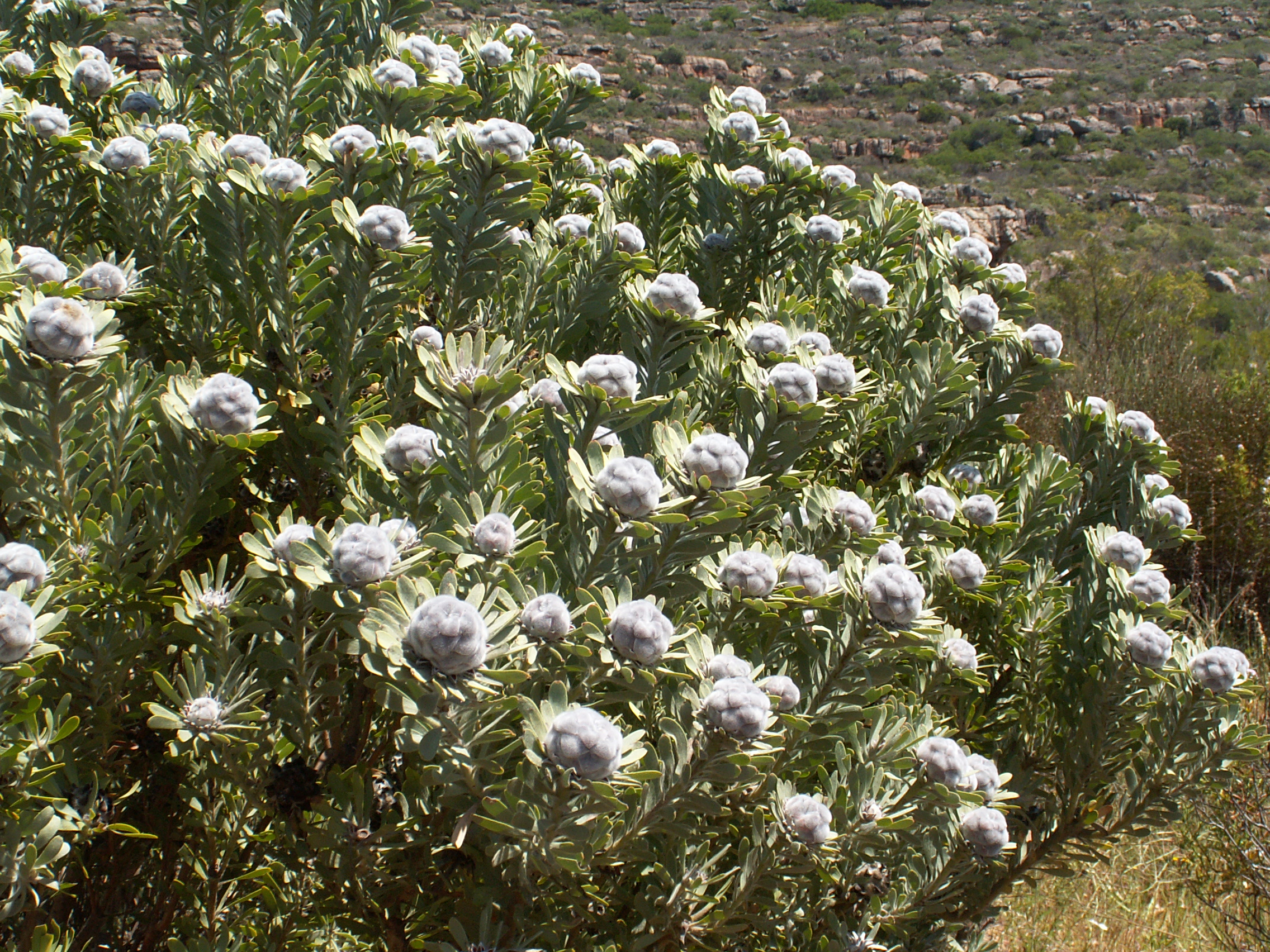
Leucadendron pubescens
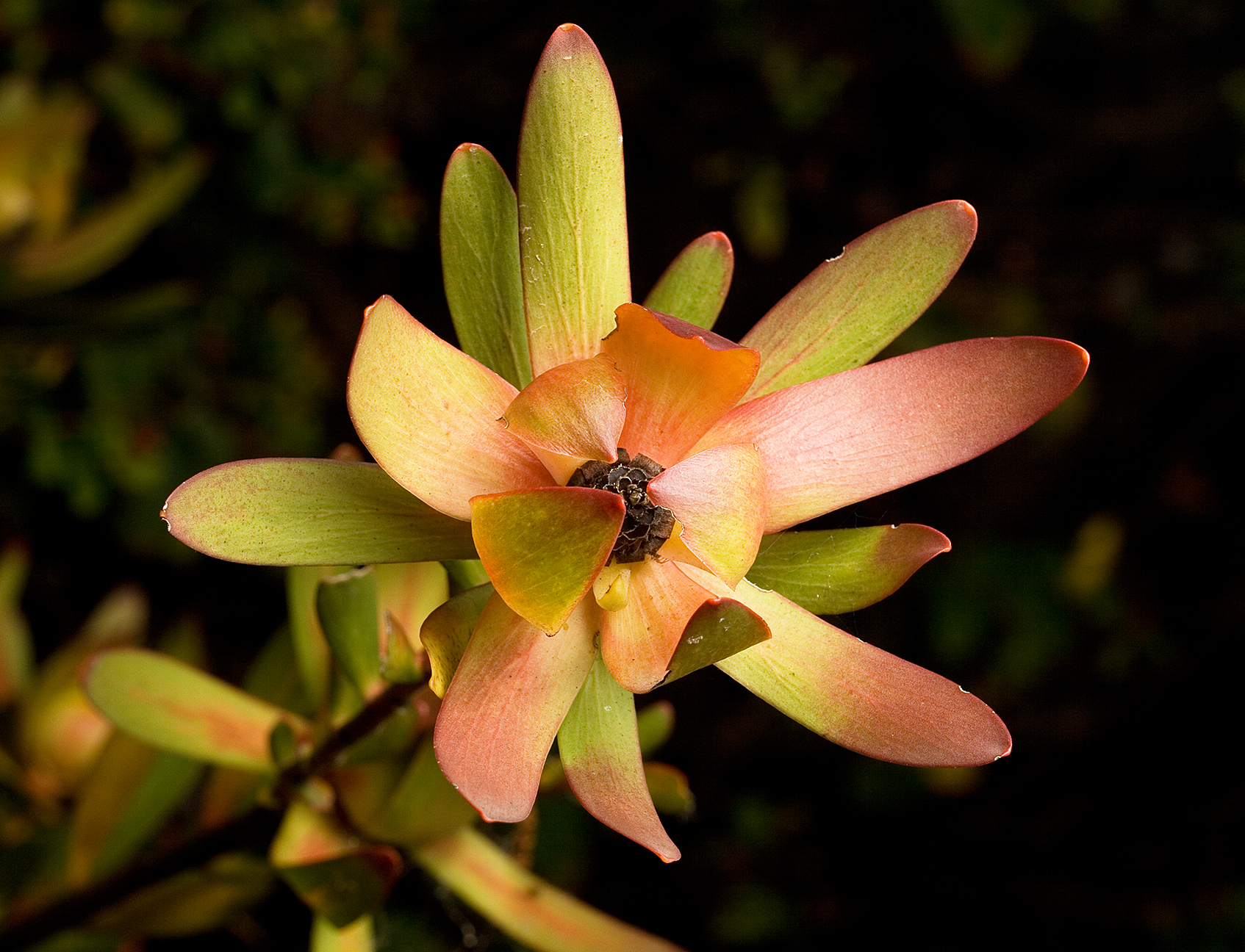
Leucadendron salignum